# 10-й армейский корпус (Российская империя)
10-й армейский корпус — общевойсковое соединение (армейский корпус) Русской императорской армии. Впервые был сформирован 1 ноября 1876 года. 7 сентября 1878 года переименован в 7-й армейский корпус.  
Тогда же был сформирован новый 10-й армейский корпус в составе 2-й, 9-й и 40-й пехотных дивизий с приданными артиллерийскими бригадами, а также 10-й кавалерийской дивизии. В качестве управления новому соединению было передано управление 8-го армейского корпуса, который был переформирован тогда же. 

## Состав
До начала войны входил в Киевский военный округ. Состав на 18.07.14:
- 9-я пехотная дивизия
- 31-я пехотная дивизия
- 10-я кавалерийская дивизия
- 10-й мортирно-артиллерийский дивизион
- 7-й сапёрный батальон

Участие в боевых действиях Первой мировой войны
Действовал в Рава-Русской операции 1914 г. и Ченстохово-Краковской операции в ноябре 1914 г. Корпус — активный участник Таневского сражения в июне 1915 г., Красноставского сражения и Люблин-Холмского сражения в июле 1915 г.. Участвовал в наступлениях под Барановичами в октябре 1915 и июле 1916 гг.. В июле 1917 г. участвовал в Кревской наступательной операции.

## Командование корпуса

### Командиры корпуса
- 07.09.1878 — 17.04.1879 — генерал-лейтенант барон Ралль, Василий Фёдорович
- 17.04.1879 — 09.04.1889 — генерал-лейтенант Свечин, Александр Алексеевич
- 09.04.1889 — 24.11.1890 — генерал-лейтенант Дандевиль, Виктор Дезидериевич
- 09.12.1890 — 15.09.1901 — генерал-лейтенант (с 28.12.1895 генерал от кавалерии) Винберг, Виктор Фёдорович
- 15.09.1901 — 30.10.1904 — генерал-лейтенант Случевский, Капитон Константинович
- 30.10.1904 — 14.11.1905[10] — генерал-лейтенант Церпицкий, Константин Викентьевич
  - хх.хх.1905 — 17.01.1906 — временно командующий генерал-лейтенант Гершельман, Сергей Константинович
- 30.05.1906 — 07.07.1907 — генерал-лейтенант Лайминг, Павел Александрович
- 07.07.1907 — 22.02.1911 — генерал-лейтенант (с 18.04.1910 генерал от инфантерии) Жилинский, Яков Григорьевич
- 03.03.1911 — 23.09.1914 — генерал-лейтенант (с 06.12.1912 генерал от инфантерии) Сиверс, Фаддей Васильевич
- 06.10.1914 — 28.05.1916 — генерал-лейтенант (с 10.04.1916 генерал от инфантерии) Протопопов, Николай Иванович
- 13.06.1916 — 12.06.1917 — генерал от инфантерии Данилов, Николай Александрович
- 12.07.1917 — 11.08.1917 — генерал-лейтенант Цихович, Януарий Казимирович
- 12.08.1917 — хх.01.1918 — генерал-лейтенант Добророльский, Сергей Константинович

### Начальники штаба корпуса
- 07.09.1878 — 24.09.1878 — генерал-майор Дмитровский, Виктор Иванович
- 29.09.1878 — 20.12.1889 — генерал-майор Шафгаузен-Шёнберг-Эк-Шауфус, Дмитрий Николаевич
- 23.12.1889 — 11.10.1890 — генерал-майор Гец, Дмитрий Николаевич
- 05.11.1890 — 17.03.1895 — генерал-майор Поволоцкий, Иван Максимович
- 05.04.1895 — 22.03.1897 — генерал-майор Уссаковский, Евгений Евгеньевич
- 29.03.1897 — 20.11.1899 — генерал-майор Бертельс, Остап Андреевич
- 20.11.1899 — 13.10.1900 — генерал-майор Нечаев, Николай Иванович
- 30.10.1900 — 20.08.1902 — генерал-майор Янжул, Николай Иванович
- 01.11.1902 — 14.06.1905 — генерал-майор Цуриков, Афанасий Андреевич
- 14.06.1905 — 21.09.1905 — генерал-майор Марков, Сергей Дмитриевич
- 31.12.1905 — 04.02.1906 — генерал-майор князь Туманов, Георгий Александрович
- 04.02.1906 — 24.06.1912 — генерал-майор Клембовский, Владислав Наполеонович
- 10.07.1912 — 30.05.1915 — генерал-майор Рерберг, Фёдор Петрович
- 30.05.1915 — 09.09.1916 — генерал-майор Березовский, Александр Иванович
- 18.09.1916 — 20.05.1917 — генерал-майор Волховской, Михаил Николаевич
- 12.06.1917 — хх.хх.1918 — полковник (с 03.10.1917 генерал-майор) барон фон Таубе, Сергей Фердинандович

### Начальники артиллерии корпуса
В 1910 году должность начальника артиллерии корпуса была заменена должностью инспектора артиллерии корпуса.
Должность начальника / инспектора артиллерии корпуса соответствовала чину генерал-лейтенанта. Лица, назначаемые на этот пост в чине генерал-майора, являлись исправляющими должность и утверждались в ней одновременно с производством в генерал-лейтенанты
- 07.09.1878 — хх.01.1879 — генерал-майор Свиты Е. И. В. Евреинов, Николай Данилович
- 25.01.1879 — 22.09.1884 — генерал-майор (с 30.08.1879 генерал-лейтенант) Грумм-Гржимайло, Пётр Моисеевич
- 17.11.1884 — 11.07.1885 — генерал-майор Кульстрем, Фёдор Лаврентьевич
- 11.07.1885 — 19.08.1885 — генерал-майор Моллер, Николай Фёдорович
- 19.08.1885 — 08.06.1888[11] — генерал-майор (с 30.08.1886 генерал-лейтенант) Булгарин, Александр Павлович
- 20.06.1888 — 04.12.1888 — генерал-майор (с 30.08.1888 генерал-лейтенант) Постовский, Иван Константинович
- 04.12.1888 — 27.10.1899 — генерал-майор (с 30.08.1888 генерал-лейтенант) Есаулов, Павел Петрович
- 05.12.1899 — 18.01.1902 — генерал-майор (с 01.04.1901 генерал-лейтенант) Хитрово, Николай Михайлович
- 18.01.1902 — 27.02.1904 — и. д. генерал-майор Кармин, Валериан Васильевич
- 11.03.1904 — 11.02.1905 — и. д. генерал-майор Кузьмин, Константин Герасимович
- 15.02.1905 — 03.05.1910 — генерал-майор (с 22.04.1907 генерал-лейтенант) Слёзкин, Алексей Михайлович
- 01.07.1910 — 27.08.1913 — генерал-лейтенант Долгов Александр Александрович
- 27.08.1913 — 04.12.1915 — генерал-майор (с 06.12.1914 генерал-лейтенант) Челюсткин, Николай Михайлович
- 25.12.1915 — 29.10.1916 — и. д. генерал-майор Андреев, Михаил Никанорович
- 06.11.1916 — хх.хх.хххх — и. д. генерал-майор Телешов, Игорь Константинович